# Astragalus kurtschumensis
Astragalus kurtschumensis är en ärtväxtart som beskrevs av Aleksandr Andrejevitj Bunge. Astragalus kurtschumensis ingår i släktet vedlar, och familjen ärtväxter. Inga underarter finns listade i Catalogue of Life.